# 世界最強の勇者たち
『そこまでやるかマン 世界最強の勇者たち』（そこまでやるかまん せかいさいきょうのゆうしゃたち）は、日本テレビで2008年から不定期に放送されていた特別番組である。

## 内容
世界中の勇者をランキング形式で紹介する。取り上げられる勇者は、スゴ技を披露するスタントマンから実際に起きた事件・事故での奇跡の生還者、感動のドキュメント、おバカ実験を行う者まで幅広い。
タレントが番組オリジナルの企画に挑戦するシリーズも放送される。

## 司会
- くりぃむしちゅー
- 日本テレビアナウンサー（森麻季、石田エレーヌ、水卜麻美など）

## 放送回
| 回数   | 放送日時                    | 視聴率 |
| ------ | --------------------------- | ------ |
| 第1回  | 2008年9月27日19:00 - 21:54  | 12.9%  |
| 第2回  | 2009年3月28日19:00 - 21:30  | 13.9%  |
| 第3回  | 2009年6月16日21:00 - 22:24  | 11.6%  |
| 第4回  | 2010年1月5日19:00 - 20:54   | 11.9%  |
| 第5回  | 2010年4月5日19:00 - 21:54   | 15.4%  |
| 第6回  | 2010年9月13日19:00 - 21:54  | 15.0%  |
| 第7回  | 2010年12月28日19:00 - 21:54 | 9.9%   |
| 第8回  | 2011年3月28日19:00 - 21:54  | 11.4%  |
| 第9回  | 2011年9月26日19:00 - 21:54  | 12.0%  |
| 第10回 | 2012年4月10日21:00 - 22:48  | 10.4%  |
| 第11回 | 2012年9月22日21:00 - 22:54  | 8.9%   |
| 第12回 | 2013年3月30日21:00 - 22:54  | 7.9%   |

## スタッフ
第12回時点
- ナレーション：立木文彦、垂木勉、真地勇志
- 構成：ヒロハラノブヒコ（第7回では「空条オーランド」と名義）、はっしー橋本（第12回）、石坂伸太郎、キシ
- TM：江村多加司（日本テレビ、第12回）
- SW：望月達史（日本テレビ、第12回）
- CAM：高野信彦
- VE：山口考志
- MIX：三石敏生
- 音声：山田値久
- 照明：井口弘一郎
- TK：坂本幸子
- 美術：大川明子（第12回）
- デザイン：熊崎真知子（第12回）
- 大道具：赤木直樹
- 小道具：伊沢英樹
- 電飾：近藤喜大
- メイク：奥松かつら
- 編集：安川修平（ザ・チューブ）
- MA：阿世知貴彦（ザ・チューブ）
- 音響効果：中村由紀（ZACK）
- CG：森三平
- 技術協力：NiTRO（第8,11,12回）、ヌーベルバーグ
- 美術協力：日テレアート（第8,11,12回）
- ロケ技術：ヴイ・ビジョンスタジオ、だだだ（第5 - 7回,11,12回）、マリポーサカンパニー
- リサーチ：フォーミュレーション
- 海外コーディネーター：DUO Creative Communnications.inc.（第8 - 10,12回）
- 編成：鈴木淳一（日本テレビ、第11,12回）
- 広報：斎藤由美（日本テレビ、第8回 - ）
- 営業：梶原美緒（日本テレビ、第12回）
- デスク：濱村吏加（日本テレビ、第11,12回）
- AD：井関雅之、申多姫
- AP：松岡満枝
- ディレクター：桑原慶介（第5,8 - 12回）、合六幸恵（第12回）、花房タロウ、山本結城（山本は第5回までがAD、第6回 - ）、鈴川裕也、冨永琢磨（日本テレビ、第12回）
- 演出：橋本和明（日本テレビ、第12回）
- プロデューサー：遠藤正累（日本テレビ、第9,10回は編成担当プロデューサー、第11回 - ）、渡辺宏（渡辺は第11回まで演出、第12回はプロデューサー）、北條とも子
- チーフプロデューサー：安岡喜郎（日本テレビ、第11回 - ）
- 制作協力：ZIPPY PRODUCTION（第11回までは製作著作として名義）
- 製作著作：日本テレビ（第11回までは企画制作として名義）

### 過去のスタッフ
- チーフプロデューサー：小松良徳（日本テレビ、第5回まで）、三枝孝臣（日本テレビ、第6,7回）、森實陽三（日本テレビ、第8 - 11回）
- 編成担当プロデューサー：東井文太（日本テレビ、第2 - 8回）
- プロデューサー：荻原伸之（第11回まで）、永田清次（第8回）
- ディレクター：原田誠之（第5,11回）、千葉龍（第5,8 - 11回）、中澤俊幸（第5,9 - 11回）、加賀谷健吾（第8,9回）、日向健（第6,7回）、柴田貴幸（第5回）、高橋幸子（第5回までがAD、第11回）
- 映像担当ディレクター：松本こうどう
- AP：内田安妃子、高川浩子（第10回）
- AD：岡田佳子（第5回）、藤田映理（第5回）、高橋史也、西木亮（第8回）、増田祐介（第8回）、鈴木睦（第9回）、渡邊智恵（第9回）、小林正幸（第10回）、田村直樹（第11回）
- 映像リサーチ：コラボレーション
- TM：小椋敏宏（日本テレビ、第8回）
- TP：深谷高史（第10回）
- TD・SW：大嶋徹（第5〜7回）、蔦佳樹（第11回）
- SW：木村博靖（日本テレビ、第8回）、小川利行（第9,10回）
- CAM：村野哲也（第5〜7回）、大庭茂嗣（第8回）、吉川和彦（第9,10回）、中村哲也（第11回）
- VE：小野寺毅（第5〜7回）、八木一夫（第8回）、田畑司（第9回）、山下悠介（第10回）
- 音声：村脇昭一（第5〜7回）、池田正義（第8回）、小清水健治（第9,10回）、青山禎矢（第11回）
- PA：神田英幸（第5〜7回）
- 照明：四野宮伸恭（第6回）、鈴木道隆（第7,8,11回）、高木一成（第9,10回）
- 美術プロデュース → 美術プロデューサー：柴田慎一郎（第5,6回）、森健彦（第7〜10回）、高津光一郎（第11回）
- デザイン：竹中健（第10回まで）、道勧英樹（第11回）
- 大道具製作：内海靖之（第10回まで）
- 大道具操作：成島好美（第5〜9回）、松尾淳（第10回）
- 装置：小笠原憲仁（第11回）
- 装飾：後藤隆彦（第11回）
- 花飾：松本美智（第11回）
- アクリル装飾：石橋誉礼（第10回まで）
- 電飾：井野岡利保（第10回まで）
- メイク：ビューマックス（第5〜7,9,10回）、山田かつら（第8回）
- 編集：増田功紀（麻布プラザ、第5,6,9,10回）、岡本直人（麻布プラザ、第10回）、高野毅（ヌーベルバーグ、第7,8回）、渡辺健也（第7,8回）、橋本淳一郎（麻布プラザ、第11回）
- MA：長谷川真哉（麻布プラザ、第5,6回）、兒子仁（ヌーベルバーグ、第7回）、志村武浩（ヌーベルバーグ、第8回）、中尾和博（麻布プラザ、第9,10回）、伊藤敬一（麻布プラザ、第10回）、渕野あゆみ（麻布プラザ、第11回）
- 音響効果：おぜき孝宏（TSP、第1 - 11回）、高橋健人（TSP、第6回）、佐々木良平（TSP）、小松由花（TSP、第11回）
- TK：立石聖美（第5 - 9回）、松下絵里（[[[TBGタイムキーパースクール|TBG]]、第10,11回）
- CG：DRAGON POOH PICTURES（第5,6回）、PDトウキョウ、おのてつじ
- ロケ技術：Digital Calico Prod Co.（第5回）、MABU（第5回）、マリポーサ、山本啓太、オーテック、タイムリー、EAT、イメージランド（第11回）、HBCメディアクリエート（第11回）、ヌーベルバーグ（第11回）、キュー（第11回）
- 海外コーディネーター
  - 第5,9回：ナンバーワンズ
  - 第5回：YON'S、SUBARU KOREA、Asia Coodination
  - 第7回：ジャパンアフリカ/摩耶フレミング
  - 第8回：テレサーチ
  - 第9回：南米通信社、VIENTO、NTVIC（第5,9回）、NTVEUROPE、KAWASEMI TV、EXACT TOUR、サリュートモスクワ
  - 第10回：守屋照美
  - 第11回：奈良伊久子、インダスヘリテイジ、NO.1s（3つは第11回）、NTVIC（第5,9,11回）
- 映像リサーチ：真貝まどか、スギ、鈴木悟史（3人共に11回まで）
- 編成：下田明宏（日本テレビ、第11回）
- 広報：永井晶子（日本テレビ、第5〜7回）
- 営業：中西紅美（日本テレビ、第5〜7回）、竹葉信太郎（日本テレビ、第8回）、佐藤俊之（日本テレビ、第9,10回）、東井文太（日本テレビ、第11回）
- デスク：小菅庸代（日本テレビ、第5〜9回）、皆川由香（日本テレビ、第10回）
- 技術協力：共同テレビジョン（第5〜7回）、ニューテレス（第9,10回）、ノビテック（第9,10回）
- 美術協力：フジアール（第9,10回）
- 制作協力：キャストインモーション（第7回表記のみ）